# AMBA
AMBA (tiếng Nga: АМБА) là một phim khoa học viễn tưởng do Gennady Tischenko biên kịch và đạo diễn, xuất phẩm năm 1994 tại Moskva.

## Lịch sử
Truyện phim mượn ý tưởng loạt phim Tinh chiến của tác giả George Lucas.

## Nội dung
Các khoa học gia tại trung tâm thí nghiệm Hỏa tinh AMBA đã thành công khi trong một tuần phát triển từ một sinh khối được một quần thể sinh vật có hơn 1 triệu cá thể sống được trong hoàn cảnh Hỏa tinh.
Họ thực hiện tiếp dự án AMBA-2 trên hành tinh Mirra thuộc ngân hà Karnak, đảm trách chỉ huy trưởng được giao cho nhà sinh vật học Harper. Hai nhân vật được đề cử làm mẫu vật sống là chàng Rex và nàng Julia.
Thế nhưng, khi bắt tay vào thực hiện dự án, một lỗi chi tiết khiến cuộc thí nghiệm bị gián đoạn. Bản thân Harper nhận một liều phóng xạ thiệt mạng. Rex quyết định cắt đầu Harper để gắn vào bất kỳ cơ thể sống nào để duy trì ý thức của ông, rốt cuộc biến ông thành nửa người nửa bạch tuộc.
Khi tỉnh lại, Harper cho biết: Cuộc thí nghiệm AMBA lần này đã đánh dấu kết thúc kỷ nguyên kỹ nghệ của lịch sử nhân loại.
Các khoa học gia bèn lên phi thuyền trở về địa cầu, nhưng do trục trặc kỹ thuật, họ phải mất một ngàn năm mới về tới quê nhà.

## Kĩ thuật
- Điều phối: Lyubov Zaryuta
- Họa sĩ: Gennady Tishchenko, Tatyana Areshkova, Aleksandr Yeryomin
- Hoạt họa: Aleksandr Cherepov, Lyudmila Dvinina, I. Ivancheva, S. Merkulov, Vladimir Nikitin, Semyon Petetsky, M. Podsypanina, Oleg Safronov, Aleksey Shtykhin, Yelena Stanikova, O. Svyatkova
- Hòa âm: Oleg Solomonov
- Ghép tiếng: Vsevolod Abdulov, Lyudmila Gnilova, Aleksandr Lushchik, Rogvold Sukhoverko